# Dima Slobodeniouk
Dima Slobodeniouk (né en 1975 à Moscou) est un chef d’orchestre finlandais d’origine russe.

## Biographie
Né en Russie, Dima Slobodeniouk étudie le violon à l’École centrale de musique et au Conservatoire de sa ville natale, Moscou. Il poursuit son apprentissage au Conservatoire de Finlande et à l’Académie Sibelius auprès d’Olga Parhomenko, Leif Segerstam, Jorma Panula et Atso Almila. Il étudie aussi avec Ilia Moussine et Esa-Pekka Salonen.